# Victor Hermansen
Victor Hermansen (født 21. december 1894 på Frederiksberg, død 9. juni 1960 i Gentofte) var en dansk historiker og museumsinspektør.
Victor Hermansen blev student fra Metropolitanskolen 1912, mag.art. i historie 1920. Han var museumsinspektør ved Nationalmuseet fra 1938. Han beskæftigede sig især med topografisk forskning, og skrev bl.a. om København, Hillerød, Ribe, Køge og Roskilde. Han blev i 1928 ansat som sekretær og 1933 som redaktør ved udarbejdelsen af værket Danmarks Kirker. Her bidrog han til bindene om Præstø Amt, Sorø Amt og København, samt om Roskilde Domkirke.
Han var udgiver af J.J.A. Worsaaes erindringer og breve (1934 og 1938), og bogen om Kongens Kunstkammer Fra Kunstkammer til Antik-Cabinet (1951). Han havde samlet materiale til et planlagt værk om Christian Jürgensen Thomsen, men hans sygdom og tidlige død forhindrede færdiggørelsen af dette.
Fra 1935 var han i bestyrelsen til Selskabet for Staden Københavns Historie og Topografi, og den 26. februar 1953 blev han medlem af Det kongelige danske Selskab for Fædrelandets Historie. Han var også medlem af bestyrelserne for Historisk Samfund for Københavns Amt, for Selskab for Historie, Litteratur og Kunst og for Bakkehusmuseet. Han var Ridder af Dannebrog.
Han er begravet på Sorgenfri Kirkegård.